# Крабі (футбольний клуб)
Футбольний клуб «Крабі» або просто «Крабі» (тай. สโมสรฟุตบอลจังหวัดกระบี่) — тайський футбольний клуб із провінції Крабі.

## Досягнення
- Другий дивізіон Чемпіонату Таїланду (Регіональні ліги)
  -  Чемпіон (1): 2011